# Kovalevisargus macropterus
Kovalevisargus macropterus is een uitgestorven vliegensoort uit de familie Kovalevisargidae. De wetenschappelijke naam van de soort is voor het eerst geldig gepubliceerd in 2011 door Zhang.